# 西郷糸子
西郷 糸子（さいごう いとこ、旧字体：西鄕 絲子、天保14年（1843年） - 大正11年（1922年）6月11日）は、薩摩藩士・陸軍大将であった西郷隆盛の妻。西郷糸、西郷イトとも。旧姓は岩山。

## 概要
薩摩藩家老座書役を勤めた岩山八郎太直温の二女として生まれる。
元治2年（1865年）、西郷隆盛と結婚する。隆盛は3回目、糸子は再婚。
隆盛との間に寅太郎・午次郎・酉三の三子を産む。また、隆盛の奄美大島における島妻である愛加那（愛子）との子である菊次郎・菊草を引き取り養育した。
墓地は青山霊園。

## 人物

### エピソード
坂本龍馬の能力を有望視した西郷隆盛が龍馬を薩摩へ招いた際のこと、着た物を破けるまで着続ける癖が多く、困っていた龍馬に気付いた糸子は夫のお古の褌を探してお裾分けしたことや、自宅が雨漏りしている時、隣室で休んでいた龍馬に糸子は「お客様が来られると面目が立ちません。雨漏りしないように屋根を修理してほしい」と雨漏りの原因である屋根の修理の手伝いをさせようという発言に対して、普段は優しい隆盛（吉之助）が珍しく憤怒して、糸子が叱られてしまい、隆盛の人格性にそれを見た龍馬自身が感心するエピソードがある。
上野公園の西郷隆盛像除幕式で、像を見た糸子は、夫に似ていないと何回もつぶやき、同席していた義弟の従道を困惑させた。